# Lippramsdorf
Lippramsdorf (Niederdeutsch: Ranstrop) ist der drittgrößte Ortsteil der Stadt Haltern am See in Nordrhein-Westfalen mit 3.593 Einwohnern (April 2024).

## Geographie

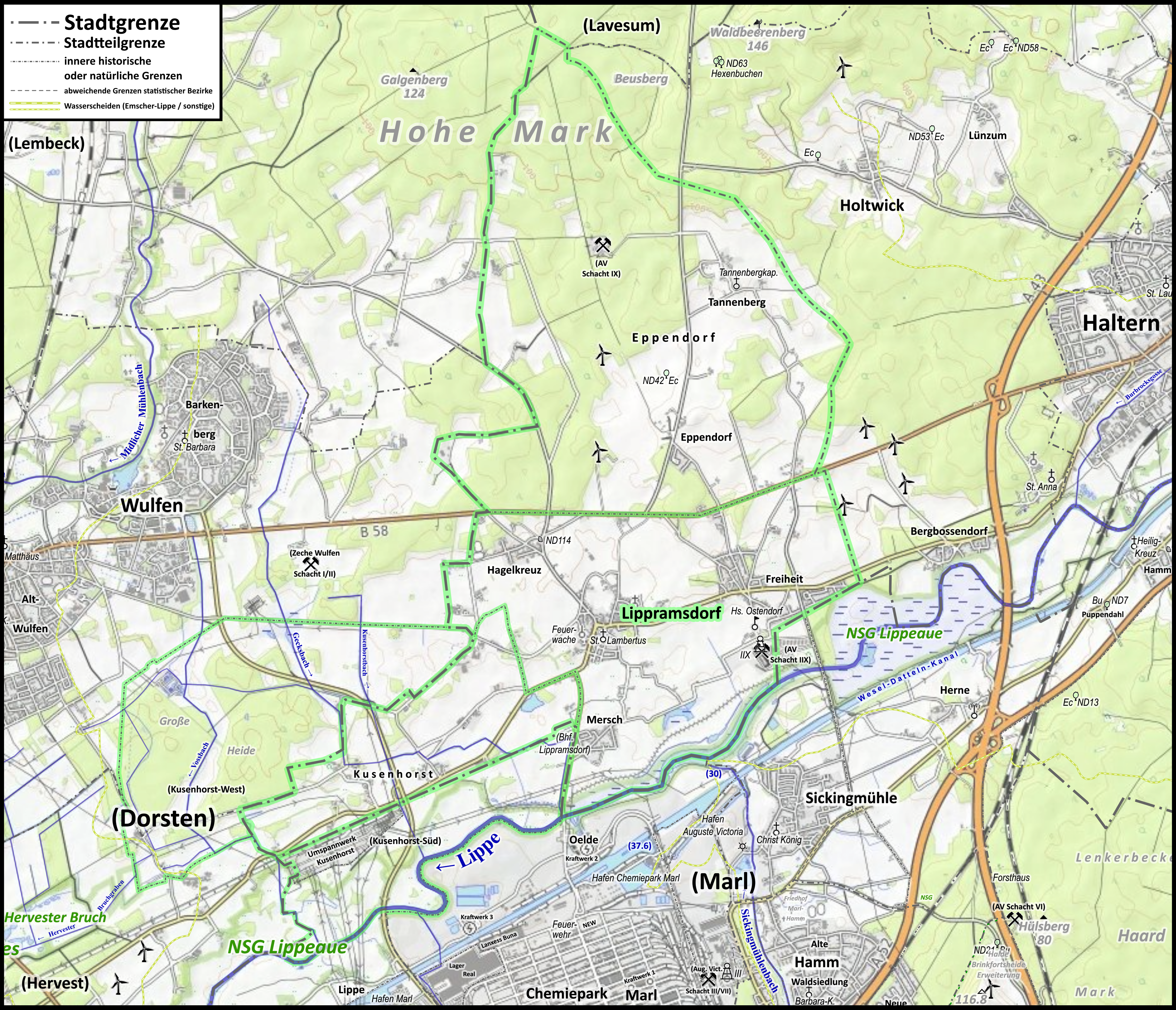
Karte des Stadtteilgebiets

Der Ort liegt im südwestlichen Münsterland im Lippetal nördlich der Lippe. Der Ort besteht aus dem zentralen Kerndorf, dem Weiler Freiheit nebst Haus Ostendorf im Osten, Eppendorf im Nordosten und Tannenberg im äußersten Nordnordosten (ehemalige Bauerschaft Eppendorf), den jüngeren Siedlungen Mersch im Süden und Hagelkreuz (Schabbrink) im Nordwesten sowie der verstreuten Bauerschaft Kusenhorst im äußersten Südwesten.
Nach Nordosten grenzt Lippramsdorf an den Stadtteil Holtwick, der ihn von der Kernstadt trennt, nach Norden gibt es eine kurze Grenze nach Lavesum. Nach Westen grenzen Teile der Stadt Dorsten, nämlich Lembeck im Norden, Wulfen und für eine kurze Strecke Hervest im äußersten Südwesten an, wobei nur die Besiedlung Wulfens nah an Lippramsdorf tritt. Nach Süden grenzen Teile der Stadt Marl an, nämlich der Chemiepark im Westen und Sickingmühle nebst Herne im Osten.

## Geschichte

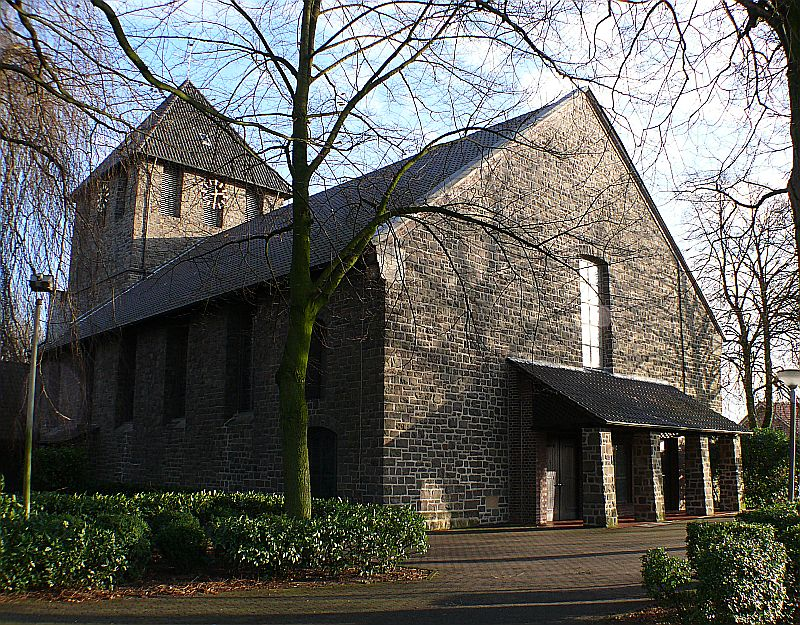
Die Kirche St. Lambertus

Hramestorpe, der alte Name Lippramsdorfs, findet seine erste urkundliche Erwähnung in einer Schenkungsurkunde aus dem Jahr 889. Damals gehörte Lippramsdorf wohl noch zur Pfarre Lembeck. Das 1230 gegründete Zisterzienserinnenkloster Marienborn wurde bereits 1243/44 nach Coesfeld verlegt. Es befand sich ca. fünf Kilometer nördlich der Kirche in der Hohen Mark. Schloss Lembeck und ab 1491 das Haus Ostendorf hatten das Präsentationsrecht. Das Haus Ostendorf gelangte 1358 an die Familie von Raesfeld und blieb vier Jahrhunderte in deren Besitz, erst 1825 wechselte es zum Grafen von Merveldt zu Lembeck. Bis 1803 war der Bischof von Münster Landesherr.
Lippramsdorf wurde 1811 mit Haltern vereinigt, 1837 von der Stadt Haltern getrennt und 1843 dem Amt Haltern eingefügt. Bei der ersten kommunalen Gebietsreform 1929 wurden durch das preußische Gesetz über die kommunale Neugliederung des rheinisch-westfälischen Industriegebiets Stadt und Amt Haltern, und damit auch Lippramsdorf, als amtsangehörige Gemeinde des Amtes Haltern, aus dem Kreis Coesfeld aus- und in den Kreis Recklinghausen eingekreist. Lippramsdorf hatte damals (1929) 1460 Einwohner.
Im Rahmen der (zweiten) kommunalen Gebietsreform am 1. Januar 1975 wurde die bis dahin selbstständige Gemeinde Lippramsdorf in die um die Gemeinden des Amtes Haltern vergrößerte Stadt Haltern eingemeindet, wobei die Hohe Heide im Westen von Kusenhorst nach Dorsten kam (heutige Fluren 83–88 der Gemarkung Dorsten, Stadtteil Wulfen) und der Süden von Kusenhorst nach Marl (heutige Fluren 186/187 der Gemarkung Marl, Stadtteil Chemiezone). Dadurch verlor Lippramsdorf seine kommunale Selbstständigkeit und ist seither ein Ortsteil der Stadt Haltern, seit 2001 mit Zusatz „am See“.
Am Lippeufer wurde 1963 Schacht 8 der Zeche Auguste Victoria niedergebracht (). 
1978 bis 1982 wurde die Anlage als Seilfahrts- und Materialförderschacht ausgebaut. Dabei wurde eine Teufe von 1330 m erreicht. Die Anlage war bis zum Dezember 2015 Teil eines der letzten fördernden Bergwerke des Ruhrbergbaus. Dessen Nordwanderung prägte Lippramsdorf für mehrere Jahrzehnte. Als Folge des Bergbaus wurden jedoch auch vermehrt Bergschäden beschrieben, insbesondere im Ortsteil Mersch.
Am 29. September 2021, einen Tag vor der Einweihung, stürzte nahe Lippramsdorf der Turm einer Windkraftanlage vom Typ Nordex N149 mit 164 Metern Nabenhöhe wegen eines Konstruktions- bzw. Baufehlers um. Als Konsequenz wurden in der Folgezeit die Türme von 17 baugleichen Anlagen abgerissen bzw. gesprengt.

## Ehrenmal

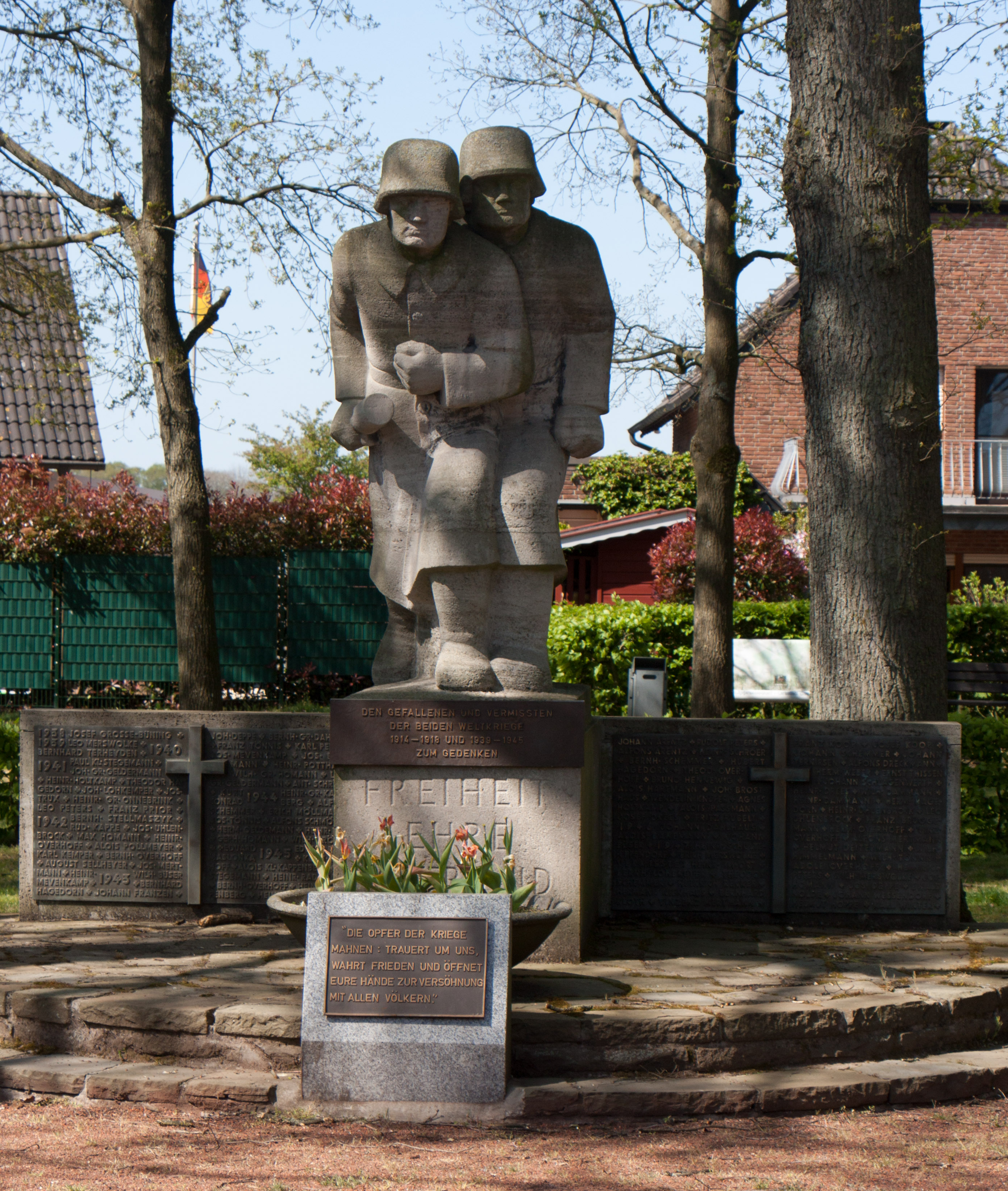
Ehrenmal

Im Dorfzentrum befindet sich ein Kriegerehrenmal, das 1938 aufgestellt wurde. Es besteht aus zwei voranschreitenden Soldatenfiguren, die Mantel und Helm tragen und Handgranaten in den Händen halten. Auf der Front des Sockels steht „Freiheit, Ehre, Vaterland“. An den Seiten des Sockels sind die Namen der getöteten Soldaten des Ersten Weltkrieges und eines 1920 getöteten Mitgliedes eines Freikorps aufgeführt.
Bis heute ist das Ehrenmal umstritten. Bereits 1951 wurde ein Abriss erwogen und schließlich verworfen. Stattdessen wurde das Ehrenmal mit einer Namensliste der im Zweiten Weltkrieg gestorbenen Soldaten ergänzt. Nach der Rede zum 40. Jahrestag der Beendigung des Krieges in Europa und der nationalsozialistischen Gewaltherrschaft des Bundespräsidenten Richard von Weizsäcker, der 1985 eine neue Erinnerungskultur forderte, brachten Jugendliche der evangelischen Kirchengemeinde eine zusätzliche Tafel an: „Die Opfer der Kriege mahnen: Trauer um uns, wahrt Frieden und öffnet Eure Hände zur Versöhnung mit allen Völkern.“

## Sehenswürdigkeiten
- Haus Ostendorf im Ortsteil Lippramsdorf-Freiheit (ehemalige Wasserburg und Wohnsitz der Familie von Raesfeld zu Ostendorf; heute Betriebshof eines Bauunternehmens)
- Biotop im Ortsteil Lippramsdorf-Mersch (stehendes Gewässer, das durch Bergsenkungen bereits in den 1980er Jahren in einem ehemaligen Flussbett der Lippe entstanden ist)
- Ludgerusbrunnen im Ortsteil Lippramsdorf-Tannenberg (angeblich auf der ersten Bischof von Münster, Liudger, zurückzuführende Brunnengrabung auf einer leichten Geländekuppe; Wasserspiegel nur 2,8 m unter Rasenkante; selbst in extremen Trockenjahren, z. B. 1911, trotz regelmäßiger Wasserentnahme noch nie trocken gefallen)
- Tannenbergkapelle im Ortsteil Lippramsdorf-Tannenberg (auf Grund eines Gelübdes nach überstandener Lebensgefahr errichtete St.-Anna-Kapelle)
- Pfarrkirche St. Lambertus (1835 erweitert, im Krieg 1945 zerstört, heutiger Kirchbau stammt aus dem Jahre 1951)
- Heimathaus Lippramsdorf
- Marienkapelle zur Trösterin der Betrübten: Die kleine Hofkapelle entstand 2011 bis 2012 an Stelle eines älteren Vorgängerbaus und wurde am 25. Mai 2012 geweiht. Bauherr war die ortsansässige Familie Belustedde, die mit der Privatkapelle ein zuvor abgelegtes Gelübde erfüllte. Als Vorbild diente die Gnadenkapelle aus Kevelaer. Die Lippramsdorfer Kapelle besitzt einen sechseckigen Grundriss und hat einen Durchmesser von 7,50 Meter. Im Inneren haben ca. 25 Personen Platz. Die Fenster und einige Einrichtungsgegenstände stammen aus dem Bistumsarchiv Münster. Die Marienkapelle ist öffentlich zugänglich und wird auch als Wallfahrtsstation zum Annaberg genutzt.[9]

## Persönlichkeiten
- Clemens Wolter (1875–1955), Maler
- Theodor Buddenbrock (1878–1959), Katholischer Erzbischof und Chinamissionar, Träger des Großen Bundesverdienstkreuzes.
- August Pricking (1906–1990), Domkapitular in Münster und Kreisdechant in Borken
- Jana Beller (* 1990), deutsches Model und Gewinnerin der sechsten Staffel von Germany’s Next Topmodel.

## Wirtschaft und Infrastruktur

### Telekommunikation
Da Lippramsdorf bis 1975 eine eigenständige Gemeinde war, hat es, trotz der geringen Einwohnerzahl, eine eigene Vorwahl.

### Verkehr
Über das Fernstraßennetz ist Lippramsdorf über die A 43 Wuppertal–Münster, Ausfahrt Haltern, sowie über die B 58 zu erreichen.
Lippramsdorf verfügte ab 1877 über eine Haltestelle an der 1874 eröffneten Strecke Haltern – Wesel – Venlo. 1901 wurde diese geschlossen und weiter westlich durch einen Bahnhof ersetzt. Der Bahnhof Lippramsdorf war bis 1962 Halt von Personenzügen und bis 1986 von Güterzügen. Nach der Stilllegung der Strecke befindet sich das denkmalgeschützte Gebäude in Privatbesitz. Das Bahnhofsgelände liegt bereits außerhalb von Lippramsdorf auf dem Gebiet der Stadt Marl.
Heute verkehrt von Lippramsdorf nach Haltern Bahnhof und Dorsten-Barkenberg die Buslinie 298 der Vestischen Straßenbahnen. In Richtung Marl-Hamm verkehrt der TaxiBus der Linie 228.
| Linie | Verlauf | Takt (Mo–Fr) |
| ----- | --- | ------------ |
| TB228 | Taxibus: Marl-Hamm Bf – Hamm Waldsiedlung – Marl-Sickingmühle – Haltern am See-Lippramsdorf – Mersch                         | 60 min       |
| 298   | Waldfriedhof Barkenberg – Dorsten-Barkenberg Handwerkshof – Lippramsdorf – Haltern am See Kärntner Platz – Haltern am See Bf | 60 min       |